# Älvräddarnas samorganisation
Älvräddarnas samorganisation är en ideell och partipolitiskt obunden sammanslutning av lokala älvräddarorganisationer från älvdalar i Sverige. 
Redan i början av 1950-talet stod "slaget om Ottsjön" inför en föreslagen fortsatt utbyggnad i ett av Indalsälvens källflöden. Det blev första gången i kraftverksbyggandets historia som en folkopinion avgick med segern. Man lyckades rädda Ottsjön mycket tack vare pionjärinsatser av den stridbare hotellägaren Sigfrid Eckerhorn. 
När Samorganisationen bildades 1974, var flertalet svenska älvar redan utbyggda för vattenkraft och även återstoden hade planerad vattenkraftutbyggnad. Starka politiska krafter ville exploatera också kvarvarande fria älvar och älvsträckor i landet. Älvräddarnas Samorganisation bildades för att samordna kampen mot fortsatt vattenkraftsutbyggnad och för att stödja de lokala älvräddargrupperna.
Under senaste årtiondena har det inte funnits något direkt politiskt tryck på nya älvutbyggnader, även om undantag mot detta har funnits. Organisationens verksamhet har allt mer inriktats på att driva på om restaureringar av utbyggda vattendrag, till exempel genom rivande av gamla uttjänta flottleds- och kraftverksdammar och anläggande av fiskvandringsvägar.
Årligen ges ett nummer av tidskriften Älvräddaren ut.